# Kai Moltke
Kai Vilhelm Moltke, född 28 november 1902 i Sønder Jernløse, Holbæk, död 10 september 1979 i Herlev, var en dansk greve, journalist, författare och politiker. Han kallades Den røde greve på grund av sina vänsterpolitiska ståndpunkter. Han var folketingsledamot 1960-1971; 1960-1967 för Socialistisk Folkeparti, 1967-1968 för Venstresocialisterne och 1968-1971 som politisk vilde.

## Biografi
Kai Moltke var son till slottsprästen greve Viggo Vilhelm Moltke (1862-1943) och Helga Bonnevie Hoff (1871-1936). Han tillbringade sin skolgång på internatet Stenhus kostskole, en kristen och konservativ privatskola, och tog studentexamen 1920. Han flyttade därefter till Köpenhamn för att studera ekonomi på universitetet, men fullföljde aldrig studierna. Han engagerade sig Danmarks Kommunistiske Parti (DKP) och bildade tillsammans med bl.a. Broby Johansen Kommunistisk Studenterfraktion, en fraktion av Studenterforeningen. Han var också en framträdande gestalt i Det Ny Studentersamfund. Från 1923 var han redaktör och utrikespolitisk kommentator på DKP:s tidning Arbejderbladet. Från 1926 var han även utrikeskorrespondent. Han blev uppmärksammad 1923 då han ingick i den grupp som avslöjade dokument om Landmandsbankens sammanbrott och om finansvärldens politiska nätverk. Dessa händelser skildrar han i boken Pengemagt og Ruslandspolitik (1952-1953).
Moltke var ledamot i DKP:s partistyrelse (1927-1933) och tillhörde falangen kring Thøger Thøgersen. Denna falang vann över Aksel Larsens falang på partikongressen 1927 och Moltke blev invald i centralkommittén (Centralstyret) som sekreterare. Genom ett ingripande från Komintern 1929 blev han och övriga medlemmar i Thøgersens falang avsatta från sina uppdrag och Aksel Larsen återinstallerades. Thøgersen och Moltke arbetade för partiet i Moskva 1932-1936. Efter hemkomsten blev Moltke återanställd på Arbejderbladet. Tillsammans med många andra kommunister blev han internerad av den danska polisen på begäran av den tyska ockupationsmakten. 1943 skickades han till koncentrationslägret Stutthof. Han frigavs efter krigsslutet 1945 och återvände till Danmark. Han började ägna sig åt författarskapet och var knuten till tidningen Land og Folk.
Moltke exkluderades från DKP 1958 tillsammans med bl.a. Aksel Larsen för att ha opponerat sig mot partiledningen. Han bildade en socialistisk förening på Amager som senare anslöts till det nybildade Socialistisk Folkeparti (SF). Han var ledamot i partistyrelsen (1959-1967) och blev invald i Folketinget 1960. Han var partiets bostadspolitiska talesperson, ledamot i utrikesnämnden (1966-1967) och dansk FN-delegat (1961-1966). Han hörde till den grupp av SF:are som välte Jens Otto Krags regering och resulterade i val februari 1968. Han lämnade samtidigt partiet och var tillsammans med bl.a. Preben Wilhjelm med om att bilda Venstresocialisterne, som han blev vald till Folketinget för. Redan i augusti 1968 lämnade han partiet och blev politisk vilde till valet 1971. Tillsammans med Hanne Reintoft bildade han Socialistisk Arbejdsgruppe.